# Blitz Basic
Blitz3D — un motor de joc comercial dezvoltat de Mark Sibley, precum și un mediu de dezvoltare cu limbajul Blitz BASIC și un limbaj de scripting pentru crearea de jocuri. Dezvoltarea originală a compilatorului Blitz BASIC a fost realizată pentru PC-ul Amiga, dar astăzi deja suportă mai multe platforme, inclusiv Microsoft Windows, Mac OS X și Linux. Versiunea pentru Microsoft Windows suportă DirectX 7.

## Blitz3D
Limba conține 588 de structuri care vă permit să creați spațiu de joc cu două și trei dimensiuni. Cu aceasta puteți crea jocuri mici folosind un număr mare de biblioteci scrise de membrii comunității de programare Blitz3D.
Începând cu 3 august 2014, acesta este distribuit gratuit, codul sursă este deschis sub licența zlib/libpng.

### Exemple de programe
Нello world
```
Graphics
 
800
,
600
                 
; - Графический режим 800x600

While
 
Not
 
KeyDown
(
1
)
             
; - Начало главного цикла

 
Cls
()
                           
; - Чистим экран

  
Text
 
10
,
 
20
,
 
"Hello, World!"
 
; - Пишем текст "Hello world" в точке 10,20

 
Flip
()
                          
; - Выводим на экран

Wend
                             
; прекращаем цикл при нажатии на Esc

End
                              
; конец программы

```

Нello world folosind variabilele
```
                   

Graphics
 
800
,
600
 

Global
 
a
$
=
"Hello"

Global
 
b
$
=
"World"
              

While
 
Not
 
KeyDown
(
1
)
                           

 
Cls
()
                          

  
Text
 
0
,
0
,
a
$
+
b
$

 
Flip
()
                        

Wend

End

```

Lucru cu imagini
```
                     

Graphics
 
800
,
600
  

Global
 
Image
 
=
 
LoadImage
(
"picture.bmp"
)

            

While
 
Not
 
KeyDown
(
1
)
                          

 
Cls
()
                          

  
DrawImage
 
Image
,
100
,
100

 
Flip
()
                        

Wend

End

```

Нello world folosind variabilele
```
                   

Graphics
 
800
,
600
 

Global
 
a
$
=
"Hello"

Global
 
b
$
=
"World"
              

While
 
Not
 
KeyDown
(
1
)
                           

 
Cls
()
                          

  
Text
 
0
,
0
,
a
$
+
b
$

 
Flip
()
                        

Wend

End

```

Lucru cu imagini
```
                     

Graphics
 
800
,
600
  

Global
 
Image
 
=
 
LoadImage
(
"picture.bmp"
)

            

While
 
Not
 
KeyDown
(
1
)
                          

 
Cls
()
                          

  
DrawImage
 
Image
,
100
,
100

 
Flip
()
                        

Wend

End

```

Lucru cu grafică tridimensională
```
                     

Graphics3D
 
800
,
600
                     
;Setăm modul grafic 

Global
 
model
 
=
 
LoadMesh
(
"helloworld.3ds"
)
          
;Încărcăm modelul tridimensional al inscripției "Hello, World"

PositionEntity
 
model
,
0
,
0
,
0
            
;Setăm modelul la punctul 0,0,0

Global
 
camera
 
=
 
CreateCamera
()
             
;Creăm o cameră

PositionEntity
 
camera
,
0
,
0
,
-
10
             
;Instalăm camera în spatele obiectului

While
 
Not
 
KeyDown
(
1
)
                         
;Începutul ciclului  

 
Cls
()
                          
;Ștergem ecranul

 
RenderWorld
()
                  
;Render imagini

 
Flip
()
                        
; Afișăm la ecran

Wend
                           
;Sfârșitul ciclului

End
                             
;Sfârșitul programului

```

## Legături exterene
- Site-ul oficial
- Secțiunea despre Blitz3D la boolean.name
- Secțiunea despre BlitzMax la boolean.name
- În legătură cu BlitzMax proiecte deschise la Google Code